# Kanton Maisons-Alfort-Nord
Kanton Maisons-Alfort-Nord is een voormalig kanton van het Franse departement Val-de-Marne. Kanton Maisons-Alfort-Nord maakte deel uit van het arrondissement Créteil en telde 23.704 inwoners (1999).
Het werd opgeheven bij decreet van 17 februari 2014 met uitwerking in maart 2015 en samengevoegd met het 
kanton Maisons-Alfort-Sud tot het nieuwe kanton Maisons-Alfort.

## Gemeenten
Het kanton Maisons-Alfort-Nord omvatte enkel het noordelijke deel van de gemeente Maisons-Alfort.